# Ried südlich Luditsweiler
Das Gebiet Ried südlich Luditsweiler ist ein mit Verordnung vom 25. September 1940 ausgewiesenes Landschaftsschutzgebiet (LSG-Nummer 4.37.016) im Gebiet der baden-württembergischen Stadt Bad Saulgau im Landkreis Sigmaringen in Deutschland.

## Lage
Das rund zwei Hektar große Schutzgebiet Ried südlich Luditsweiler gehört zum Oberschwäbischen Hügelland. Es liegt rund sechseinhalb Kilometer südöstlich der Bad Saulgauer Stadtmitte, südlich des Stadtteils Luditsweiler, auf einer Höhe von 617 m ü. NHN.

## Schutzzweck
Wesentlicher Schutzzweck ist die Erhaltung der hier ursprünglichen Landschaft mit einem Hochmoor.